# Борки (усадьба)
Усадьба Бо́рки (Бо́рковский за́мок) — дореволюционная усадьба, расположенная в селе Борки Тербунского района Липецкой области. В 1901—1915 годах принадлежала великому князю Андрею Владимировичу.

## Описание
Усадьба, стилизованная под средневековый замок с бойницами, является единственным памятником архитектуры в стиле английской неоготики в Липецкой области.
Главный дом и хозяйственные постройки возведены из бутового камня и серого мореного песчаника, использовавшегося для изготовления элементов, наиболее подверженных атмосферному воздействию. Южный фасад замка, центром объёмно-пространственной композиции которого являлся двухэтажный корпус с круглой башней, обращён к склону глубокого оврага, занятого плодовым садом. Парк, спланированный в английском стиле, украшен экспозициями из крупных ледниковых валунов серого песчаника и выходит на крутой берег реки Олым.

## История

### До революции
В 1901 году усадьбу, принадлежавшую дворянам Офросимовым, выкупил великий князь Андрей Владимирович, кузен императора Николая II. Дворцовый ансамбль строился в 1902—1903 годах по проекту петербургского архитектора Александра фон Гогена. По данным государственной дирекции по охране культурного наследия строительство замка завершилось в 1912 году.
Усадьба включала в себя главный усадебный дом, людскую, службы и регулярный парк, переходящий в пейзажный с каскадом прудов. Центральный комплекс должен был представлять собой в плане прямоугольное сооружение с конюшнями, столовой для рабочих, помещениями для обслуги, внутренним двором и въездными воротами (позднее эти ворота были заложены камнем, однако хорошо читаются на фасаде «замка»). Возможно, что в процессе строительства в проект были внесены некоторые изменения и в здании добавились жилые помещения.
Великий князь со своими сёстрами посещал Борки, а также соседнее имение Захаровка, также ему принадлежавшее. Возможно, он приезжал сюда вместе с балериной Матильдой Кшесинской. По воспоминаниям старожилов, «барин князь Андрей дважды приезжал с барыней и та горстями бросала в толпу конфеты».
В 1906 году имение было выставлено на торги и в 1915 году продано купцу (по другим данным, помещику) Шереметьеву, став центром его имения. Здесь было развито полеводство, имелся собственный конный завод.

### В советское время
После Великой Октябрьской социалистической революции комплекс был национализирован. 1 ноября 1918 года уездная ливенская газета «Свободный пахарь» (Борки в то время относились к Ливенскому уезду) сообщила о предстоящем здесь 7 ноября открытии Дома детей, рассчитанного на 200 беженцев из Украины и Белоруссии. Организовывались мастерские и трудовая школа. Руководство Домом детей возлагалось на хозяйственную коллегию.
Воспитательная часть была поручена будущему краеведу С. П. Волкову и его ровеснику А. Д. Нацкому, позднее ставшему прототипом Шацкого — героя повести К. Г. Паустовского «Кара-Бугаз». Волков организовал при Доме детей работу школ I и II ступеней.
В 1920 году Дом детей был переименован в Детский дом. В 1925 году школы I и II ступеней реорганизованы в школу крестьянской молодёжи (ШКМ), впоследствии преобразованную в Борковскую среднюю школу.
В 1941 году замок горел. После пожара сквозь крепкие замковые стены пробили арку, а также переделали кровлю и пристроили небольшие домики. Тогда же был вырублен парк (его центральная аллея прослеживается и сегодня).
В 1954 году был завершён ремонт усадебного дома и в 1956 году здесь снова разместилась Борковская средняя школа.
В 1983 году согласно решению Липецкого облисполкома № 51 от 26 января 1983 года, замок был внесён в государственный список охраняемых объектов как памятник архитектуры регионального значения.

### В современной России
В 1999 году школа была переведена в новое здание, после чего усадебный комплекс пришёл в запустение.
В 2007 году замок купил генеральный директор агрохолдинга «Сельхозинвест» С. А. Грибанов. В 2009 году начались работы по реконструкции и приспособления памятника для размещения здесь гостинично-развлекательного комплекса.

## Статьи и публикации
- Набег вандалов на английский замок // LipetskNews.ru : информационный портал. — 2007. — 10 мая.
- Замок с привидениями продали за сто миллионов // LipetskNews.ru : информационный портал. — 2007. — 3 октября.
- Липецкие историки теперь знают имя архитектора замка в Борках // LipetskNews.ru : информационный портал. — 2009. — 26 февраля.

## Внешние медиафайлы
- Усадьба великого князя Андрея Владимировича Романова в селе Борки на YouTube